# Bolton (Connecticut)
Bolton és una població dels Estats Units a l'estat de Connecticut. Segons el cens del 2005 tenia 5.170 habitants.

## Demografia
Segons el cens del 2000, Bolton tenia 5.017 habitants, 1.906 habitatges, i 1.442 famílies. La densitat de població era de 134,4 habitants per km².
Cap de les famílies estaven per sota del llindar de pobresa.